# Valganna
Valganna es una localidad y comune italiana de la provincia de Varese, región de Lombardía, con 1.601 habitantes.
- Wikimedia Commons alberga una galería multimedia sobre Valganna.

## Evolución demográfica
| Gráfica de evolución demográfica de Valganna entre 1861 y 2001 |
|                                                                |
| Fuente ISTAT - elaboración gráfica de Wikipedia                |